# Reg Butcher
Reg Butcher (1916–2000) là một cầu thủ bóng đá thi đấu ở vị trí hậu vệ ở Football League cho Chester.